# Lars Okholm
Lars Jørgen Okholm (født 29. november 1917 på Frederiksberg, død 15. februar 2009) var en dansk civilingeniør og dr. techn. og kendt som ernæringsekspert og forfatter. 
I perioden 1967 – 1984 var Okholm leder af FDB's centrallaboratorium, og i den forbindelse begyndte han at skrive bøger om ernæring. Blandt hans bøger var Okholms ABC og Strategi for et bedre liv.

## Okholm slogan
- Jeg har det godt i dag, det havde jeg også i går, og det har jeg også tænkt mig at have i morgen.